# Crato
Crato là một đô thị thuộc bang Ceará, Brasil. Đô thị này có diện tích 1009,202 km², dân số năm 2007 là 105790 người, mật độ 104,83 người/km².